# Emin Əzizov
Emin Əzizov (auch: Emin Äzizov; * 29. Dezember 1984) ist ein aserbaidschanischer Freistilringer.
Äzizov begann im Jahr 1996 mit dem Ringen. Einen ersten internationalen Erfolg landete er 2007 bei der Europameisterschaft in Sofia, als er in der Gewichtsklasse bis 66 kg den fünften Platz erreichte. Im April 2008 errang er bei der Europameisterschaft in Tampere die Bronzemedaille.
Bei seiner ersten Olympiateilnahme 2008 in Peking wurde er in der Gewichtsklasse bis 66 kg Zwölfter.